# سون ته-یونگ
سون ته-یونگ (کره‌ای: 손태영؛ زادهٔ ۱۹ اوت ۱۹۸۰) بازیگر اهل کره جنوبی است.

## زندگی شخصی
در ۲۸ سپتامبر ۲۰۰۸، سون ته-یونگ با بازیگر کئون سانگ وو در هتل شیلا ازدواج کرد. فرزند اول آنها که یک پسر بود، در ۶ فوریه ۲۰۰۹ به دنیا آمد. فرزند دوم آنها که یک دختر بود، در ۱۰ ژانویه ۲۰۱۵ به دنیا آمد. برادر شوهر سون ته-یونگ، یروما، پیانست و آهنگساز است.